# Мир льда и пламени
«Мир льда и пламени» (англ. The World of Ice & Fire) — книга, написанная совместно Джорджем Мартином, Линдой Антонссон и Элио Гарсией-младшим и опубликованная в 2014 году. Представляет собой иллюстрированный путеводитель по миру, описанному в «Песни льда и пламени» Джорджа Мартина.

## Создание
Линда Антонссон и Элио Гарсия-младший возглавляют фан-сайт «Песни льда и пламени» Westeros.org (сам Джордж Мартин охарактеризовал их в одном интервью как «суперфанатов»). В 2006 году Мартин нанял их для подготовки исторического путеводителя, который изначально предполагалось издать уже в 2008 году. Однако работа затянулась и приняла более серьёзные масштабы: при запланированном объёме в 50 тысяч слов рукопись разрослась до 100 тысяч, а потом Мартин, увлёкшись, начал развивать боковые ответвления сюжета. Поскольку это не соответствовало изначальной концепции иллюстрированного путеводителя, Мартин позже удалил вставные главы, а оставшийся текст был сокращён Гарсией и Антонссон. Тексты, не вошедшие в «Мир льда и пламени» (в частности, это повести «Принц-разбойник», «Принцесса и королева» и «Сыновья Дракона»), были изданы позже в составе нескольких антологий.
Отвечая на попытки сравнить «Мир льда и пламени» с «Сильмариллионом» Толкина, Мартин говорил, что намерен написать более подробную историю мира, в котором происходит действие его произведений. Впоследствии была создана книга «Пламя и кровь», первый том которой увидел свет в 2018 году.

## Содержание
«Мир льда и пламени» представляет собой рассказ об истории мира, в котором происходит действие романов Джорджа Мартина. Он написан от лица мейстера Янделя, деятельность которого авторы относят к царствованиям Роберта и Томмена Баратеонов, и полон отсылок к произведениям других мейстеров. При этом, подобно историческим произведениям, стиль которых он копирует, «Мир…» полон противоречивой информации, и это, по словам Мартина, было сделано специально.
Книга начинается с описания древнейшего периода в истории Вестероса и с повествования о расцвете и гибели Валирии. Затем автор рассказывает о правлении в Вестеросе Таргариенов, посвящая главу каждому королю. Вторая половина книги представляет собой набор разрозненных глав, в которых речь идёт об отдельных регионах Вестероса и Эссоса.
Половину объёма книги занимают иллюстрации, созданные 27 художниками. Джордж Мартин, по его словам, хотел, чтобы в работе над «Миром льда и пламени» участвовали лучшие в мире иллюстраторы фэнтезийных книг. Изображение Железного трона, созданное для книги Марком Симонетти, писатель назвал более близким к своим представлениям, чем трон в телесериале «Игра престолов».